# NGC 5817
NGC 5817 is een lensvormig sterrenstelsel in het sterrenbeeld Weegschaal. Het hemelobject werd in 1886 ontdekt door de Amerikaanse astronoom Ormond Stone.

## Synoniemen
- MCG -3-38-41
- NPM1G -15.0520
- PGC 53567